# 堀田眞三
堀田 眞三 （ほった しんぞう、1945年10月20日 - ） は、日本の俳優。デビュー当時の芸名は脇中 昭夫。旧芸名は堀田 真三、堀田 慎三。
熊本県天草郡御所浦村出身。大阪市立大学卒業。富士オフィスを経て、アイエス・フィールド所属。テンダープロと業務提携。

## 人物
1963年の第11期東映ニューフェイスに合格し、東映へ入社。同期には弥永和子・島ひろ子がいる。1964年の『くノ一化粧』では長身でハンサムな若い忍者として注目される。主演級のルックスを持つが、いい役に恵まれない日々が続く。
『キイハンター』では精悍（）な風貌ながら悪役に扮して何度もゲスト出演し、千葉真一と迫力ある戦いを演じている。ニューフェイスの先輩である千葉とは交流が続いており、憧れと尊敬の念を抱いていることが堀田のブログに記されている。夏八木勲とも仲が良い。
様々な特撮作品にレギュラー出演してきたが、とりわけテレビドラマ『アイアンキング』は少数民族の復讐という単なる悪役でない敵役を演じた。1970年代の特撮作品の悪役は、変身前と変身後で別々にアフレコするのが主流だったが、堀田は変身後の声も自ら演じ、時代劇でも悪役中心の活動をしてきた。
その合間に1970年代から海外の作品でも活動し始め、2012年には日本・中国・韓国の合作ドラマ『Strangers 6』、日韓合作映画『ザ・テノール 真実の物語』に出演。2013年にはフランクフルト映画祭の招待作品『ユートピアサウンズ』で初主演を果たした。同年には長野県警の阿南警察署で一日警察署長を務めている。
BSフジ「クイズ!脳ベルSHOW」にも時折出演しており、「天然キャラ」が定着している。
趣味はジョギング、散歩、読書。特技は殺陣、アクション、大阪弁。

## 出演

### 映画
- くノ一化粧（1964年、東映）
- 御金蔵破り（1964年、東映）
- 間諜（1964年、東映）
- 徳川家康（1965年、東映）
- 忍法忠臣蔵（1965年、東映）
- やくざGメン 明治暗黒街（1965年、東映）
- 893愚連隊（1966年、東映）
- 関東やくざ嵐（1966年、東映）
- 大忍術映画 ワタリ（1966年、東映）- シジマ
- 日本侠客伝 雷門の決斗（1966年、東映）
- 十七人の忍者 大血戦（1966年、東映）
- あゝ同期の桜（1967年、東映）
- 任侠 魚河岸の石松（1967年、東映）
- 人間魚雷 あゝ回天特別攻撃隊（1968年、東映）
- 日本暗黒史 情無用（1968年、東映）
- 待っていた極道（1969年、東映）
- 霧のバラード（1969年、松竹）
- 眠狂四郎 卍斬り（1969年、大映）
- 不良番長 一網打尽（1972年、東映）
- 女囚701号 さそり（1972年、東映）
- 狼やくざ 葬いは俺が出す（1972年、東映）
- 女囚さそり 第41雑居房（1972年、東映）
- やくざと抗争（1972年、東映）
- ギャング対ギャング 赤と黒のブルース（1972年、東映）
- 前科おんな 殺し節（1973年、東映）
- やくざと抗争 実録安藤組（1973年、東映）
- 実録 私設銀座警察（1973年、東映）
- 実録安藤組 襲撃篇（1973年、東映）
- 団地妻（秘）出張売春（1976年、にっかつ）
- あるコールガールの証言露出（1976年、にっかつ）
- 犯される映画（1976年、にっかつ）
- 武闘拳 猛虎激殺!（1976年、東映）
- 野性の証明（1978年、角川映画 / 東映）
- レイプショット 百恵の唇（1980年、にっかつ）
- 修道女黒衣の中のうすぎ（1980年、にっかつ）
- 悪女かまきり（1983年、東映）
- またまたあぶない刑事（1988年、東映） - 新田刑事部長
- 座頭市（1989年、松竹）
- バトルストーム（1990年） - 日本軍司令官 ※アメリカ映画。日本未公開。
- 修羅の伝説（1992年、東映）
- 集団左遷（1994年、東映）
- リストラ代紋 史上最強の公務員（1996年、クリエイティブアクザ）
- 借王シャッキング シリーズ（日活）
  - 借王シャッキング1（1997年）- 工藤ファイナンス社長 工藤敏雄
  - 借王シャッキング4（1998年）- 工藤ファイナンス社長 工藤敏雄
  - 借王シャッキング ファイナル（2002年） - ひかり銀行取締役　岸田悟
- 東京龍〜TOKYO DRAGON（1997年、エース・ピクチャーズ） - 佐久間
- 京浜抗争史外伝 最後の組長（2000年、東映ビデオ）
- 安藤組外伝 掟（2000年） - 大道寺会幹部 長谷部
- 日本抗争列島 牙の如く（2001年、東映ビデオ）
- 獅子の血脈（2001年、グルーヴコーポレーション）
- 実録・安藤組外伝 餓狼の掟（2002年、東映）
- 実録ヒットマン 北海の虎 望郷（2003年、東映）
- 首領への道 劇場公開版（2003年） - 松岡連合会会長 松岡仙次
- 新・影の軍団 シリーズ（シネマパラダイス）
  - 新 影の軍団 第五章 服部半蔵vs陰陽師（2004年） - 曼荼羅
- 逆鱗組七人衆（2005年、さざ波） - 逆鱗組組長 浅田彰（逆鱗商会社長）
- 親父（2006年、チェイスフィルムエンタテインメント） - 山城組幹部
- FM89.3MHz（2007年、楽映舎） - 大川組組長 富岡和磨
- 京浜抗争史外伝 最後の組長（2000年、東映） - 小宮山武
- クジラ 極道の食卓（2009年） - 市議会議員 鴨井
- ザ・テノール 真実の物語（2012年） - 一色医学博士
- ユートピアサウンズ（2013年） - 主演・録音技師
- MAYAKASI（2013年） - 坂城鷲(特別出演)
- マダム・ペン・ドク（2014年） - 龍王 ※韓国映画
- ジヌよさらば〜かむろば村へ〜（2015年）- 村の老人
- RED COW（2015年） - 旅館の料理人
- 柳生十兵衛 世直し旅（2015年） - 僧侶
- 大怪獣モノ（2016年） - 泉忍道
- 絶壁の上のトランペット（2016年）- コヤマ
- 覇王Ⅱ 凶血の系譜（2016年） - 十一代目内藤新宿一家総長 鷲尾稀龍
- はじまりの日〜ベーシックインカム元年〜（2017年） - 堀田龍一
- 多十郎殉愛記（2019年、東映・よしもとクリエイティブ・エージェンシー）
- 轢き逃げ 最高の最悪な日（2019年） - 白河謙造
- 霊犬戦士ハヤタロー（2020年） - 伏木真三（祖父）
- ひとくず（2020年） - 林卓郎
- 遊星王子2021（2021年、パル企画）- 宇宙の悪魔タルタン星人のボス
- ねばぎば 新世界（2021年） - 代漸貞夫
- 辻占恋慕（2021年）
- 霧の淵（2022年）
- 美男ペコパンと悪魔（2023年6月2日公開）
- トリカゴ BIRD CAGE（2023年公開予定）
- 霧の淵（2024年） - シゲ[12]
- 法廷の死神 第1章（2025年）[13]

### テレビ番組

#### テレビ映画
- 素浪人 月影兵庫（NET）
  - 第1シリーズ 第7話「赤鞘だけが知っていた」（1965年） - 関口三十郎
  - 第2シリーズ 第74話「お山の大将が二人いた」（1968年） - 浪人
- われら九人の戦鬼（1966年、NET） - 栗崎佐馬之助
- 俺は用心棒 第25話「めおとの風」（1967年、NET） - 宮下勘助
- 仮面の忍者 赤影（1967年、KTV）
  - 第8話「南蛮大筒の秘密」 - 関所の将兵
  - 第30話「蟻怪獣ガバリ」 - 蟻身眼兵衛
- 銭形平次 （CX） 
  - 第81話「質札の娘」（1967年） - 勘三 ※脇中 昭夫名義
  - 第113話「親子雲」（1968年） - 鬼塚藤太 ※脇中 昭夫名義
  - 第628話「江戸暮色」（1978年） - 喜三
  - 第794話「危うし! 亀沢藩十二万石」（1982年） - 佐川重左ヱ門
  - 第865話「大江戸銃撃戦」（1983年） - 卯之助
  - 第882話「十手が泣いている」（1984年）
- 海の次郎丸（1968年、ABC） - 伊賀の黒衛門
- 素浪人 花山大吉 第16話「地獄の鐘が鳴っていた」（1969年、NET） - 丑蔵
- 鬼平犯科帳 第1シリーズ 第50話「かまいたち」（1970年、NET / 東宝） - 辰三
- 女殺し屋 花笠お竜 第23話「女ごころを酒が呼ぶ」（1970年、12ch）
- キイハンター（TBS）
  - 第130話「縛り首の木のある家」（1970年）
  - 第138話「早射ち狙撃銃ワルサーKKM」（1970年）
  - 第143話「死刑台に棲む女」（1971年）
  - 第150話「殺人スコッチ2日酔い作戦」（1971年）
  - 第161話「荒野の列車 大襲撃作戦」、第162話「蒸気機関車 大渓谷の決戦」（1971年） - 北田
  - 第170話「早射ち拳銃王はげ鷹登場」（1971年）
  - 第175話「真夏の海底 黄金大作戦」（1971年） - 木田
  - 第179話「さすらいの一匹狼 荒野の挑戦」（1971年） - 五郎
  - 第199話「ヨーイ・ドン! 日米ボウリング大作戦」（1972年）
  - 第204話「殺人001監房の男」（1972年） - 北見
  - 第211話「オー! 右も左も爆弾でござんす」（1972年） - 高田
  - 第212話「荒野の棺桶作戦」（1972年）
  - 第238話「それ行け! ギャングとスパイの大追跡」（1972年）
- 大江戸捜査網（12ch→TX）
  - 第7話「オランダ銃が謎を討つ」（1970年）
  - 第87話「殺し屋がやって来る!」（1972年） - 人斬りの辰
  - 第332話「無法を裁く怒りの群衆」（1978年） - 島田
  - 第364話「闇を裂く女賊の哀愁」（1978年） - 棟方清七郎
  - 第405話「潜入 決死の悪人狩り」（1979年） - 極楽亭の住人
  - 第415話「鉄火女 涙の情け肌」（1979年） - 森村右近
  - 第429話「大爆破を招く謎の贋小判」（1980年） - 町田
  - 第462話「浮世絵が明かす大爆破の謎」（1980年）
  - 第487話「罠に落ちた女ねずみ」（1981年） - 本堂
  - 第500話「涙で嫁ぐ盗賊の娘」（1981年） - 谷
  - 第517話「白い肌に咲く牡丹の刺青」（1981年） - 堀井十郎太
  - 第529話「掟に泣く隠密同心」（1982年） - 新庄
  - 第540話「殺し屋軍団 逆転の切り札」（1982年） - 室戸軍兵衛
  - 第559話「女がさまよう禁断の迷路」（1982年） - 辰造
  - 第597話「悪徳人妻市場 裏切りの情事」（1983年） - 三沢一馬
  - 第613話「一番手柄! 涙の母恋唄」（1983年） - 藤吉
  - （1990年度版）第23話「賭場破り桜吹雪!」（1990年） - 平出幹二郎
- シャリーズワールド 第12話「A Girl Like You 」（1971年12月1日、abc） ※アメリカのテレビ映画
- ガッツジュン（1971年、TBS  / 宣弘社） - 甲斐武 ※クレジットは堀田 真二
  - 第2話「アタックチームの挑戦」
  - 第3話「美しき鬼コーチ」
  - 第9話「投げろ!レインボーボール」
  - 第10話「栄光の右腕」
- 仮面ライダーシリーズ（MBS）
  - 仮面ライダー 第13話「トカゲロンと怪人大軍団」（1971年） - 野本健 / トカゲロンの声
  - 全員集合!7人の仮面ライダー!! （1976年） - 暗黒大将軍
  - 仮面ライダー（スカイライダー） 第1話「改造人間 大空を翔ぶ」 - 第17話「やったぞ! Gモンスターの最後」（1979年 - 1980年） - ゼネラルモンスター / ヤモリジンの声
- おらんだ左近事件帖 第9話「鶴が抱いてた十万両」（1971年、CX） - 神戸多三郎
- 大忠臣蔵 第18話「分裂」（1971年、NET） - 山田新之助
- 天皇の世紀 第一部 第12話「義兵」（1971年、ABC） - 那須信吾
- 鬼平犯科帳 第2シリーズ 第20話「裏道の男たち」（1972年、NET） - 火傷の浪人
- 好き! すき!! 魔女先生 第16話「ゴキブリ父ちゃん! 怪人レスラーもビックリ」、第17話「恐怖の帝王 アンドロメダ来る!」（1972年、ABC） - アンドロメダ帝王 ※外見のみ
- 荒野の素浪人 第1シリーズ（1972年、NET）
  - 第9話「脱出 死を呼ぶ谷」 - 片倉小十郎
  - 第38話「来襲 死の虚無僧軍団」 - 首領
- アイアンキング 第1話「朝風の密使」 - 第10話「死者へのくちづけ」（1972年、TBS） - 不知火太郎
- アイフル大作戦 第5話「奇々怪々! 鬼刑事初恋事件」（1973年、TBS）
- 狼・無頼控 第1話「裏切りの報酬」（1973年、MBS）
- 子連れ狼 第1部 第19話「半畳壱畳弐合半」（1973年、NTV） ※ノンクレジット
- 荒野の用心棒 第21話「山峡に脱獄犯を追って…」（1973年、NET） - 望月次郎
- 太陽にほえろ! (NTV) 
  - 太陽にほえろ!
    - 第54話「汚れなき刑事魂」（1973年） - 戸川組幹部 角顔
    - 第599話「殺人犯ラガー」（1984年） - 銀竜会幹部
    - 第630話「必死のマミー」（1984年） - 矢部
    - 第705話「一億五千万円」（1986年） - 殺し屋

  - 太陽にほえろ!PART2 第10話「DJ刑事・ステバチ作戦」（1987年） - 城北署刑事
- 白い牙 第8話「刺客請負・有光洋介」（1974年、NTV） - 海津
- 右門捕物帖 第12話「復讐」（1974年、NET） - 矢崎平蔵
- プレイガールシリーズ （12ch)
  - プレイガール 第274話「悩殺という女の殺し方」（1974年） - 石田
  - プレイガールQ （1976年）
    - 第64話「女の勝負は裸で迫る」 - 高木
    - 第69話「寝乱れた東京エマニエル夫人」 -  大形政雄
- 闘え!ドラゴン 第16話「恐怖の闇道場」、第17話「怪異魔人拳!!」（1974年、12ch） - 闇の目 ※第17話は外見のみ。
- おんな浮世絵・紅之介参る! 第3話「長屋に燃える人情」（1974年、NTV）
- Gメン'シリーズ（TBS）
  - Gメン'75
    - 第24話「二人組警官ギャング」（1975年） - 潮興業の男（伊勢山の兄貴）
    - 第34話「警視庁の中のスパイ」（1976年） - 北室カツジ
    - 第41話「白銀の現金輸送車襲撃事件」（1976年） - 沢本
    - 第142話「エレベーター密室殺人事件」（1978年） - 永田
    - 第152話「女だけの通夜」（1978年） - 大和田
    - 第210話「出刃包丁を持った男」（1979年） - 大熊徳治

  - Gメン'82
    - 第1話「Gメンvs白バイ強盗団」（1982年） - 滝口部長刑事
    - 第10話「燃えよ! 香港少林寺」、第11話「吼えろ! 香港少林寺」（1983年） - 内海辰男
- 江戸の旋風シリーズ（CX）
  - 同心部屋御用帳 江戸の旋風 第14話「獄門供養」（1975年）
  - 同心部屋御用帳 江戸の旋風IV 第20話「乱菊・五段打ち」（1979年） - 桑野
  - 同心部屋御用帳 新・江戸の旋風 第24話「はぐれ宿人質事件」（1980年） - 喜八
- 忍者キャプター（12ch）
  - 第1話「東京タワーに立つ七人の忍者」 - 第26話「風魔烈風! 死す!!」（1976年） - 風魔烈風
  - 第27話「新しい敵! 甲賀忍者団!」 - 第43話「暗闇忍堂の最期」（1976年 - 1977年） - 暗闇忍堂
- 快傑ズバット 第29話「父母なき子 涙の復讐」（1977年、12ch） - 闇の黒兵衛
- 金曜ドラマ / あにき（1977年、TBS） - 高津
- 破れ傘刀舟悪人狩り 第130話「地獄の王将」（1977年、NET） - 十蔵
- 遠山の金さん 杉良太郎版（NET/東映）
  - 第1シリーズ 第85話「夕闇に消された女」（1977年） - 真藤甚十郎
  - 第2シリーズ 第13話「目を覚ませ！女親分」（1979年） - 弥八
- 人形佐七捕物帳 第23話「障子を開けた不幸」（1977年、ANB） - 山崎東十郎
- 大都会シリーズ（NTV）
  - 大都会 PARTII 第32話「刑事黒岩の命」（1977年） - 針尾組幹部
  - 大都会 PARTIII
    - 第8話「野獣の叛乱」（1978年） - 半田
    - 第23話「女豹とデカ野郎」（1979年） - 赤木一平
- 宇宙からのメッセージ・銀河大戦（1978年 - 1979年、ANB） - コーガー団長
- 江戸の渦潮 第2話「爽やかなり! 五月晴れ」（1978年、CX）
- 新五捕物帳（NTV）
  - 第19話「あさき夢みし 江戸の春」（1978年） - 権三
  - 第162話「間抜けな英雄」（1981年） - 弥三郎
- 桃太郎侍 第71話「親子十手に花が咲く」（1978年、NTV / 東映） - 久世源三郎
- 必殺シリーズ （ABC）
  - 必殺からくり人・富嶽百景殺し旅 第6話「下目黒」（1978年） - 木島作蔵
  - 翔べ! 必殺うらごろし 第8話「足の文字は生れたときからあった」（1979年） - 松崎甚内
  - 必殺仕事人 第84話「散り技仕事人危機激進斬り」（1981年） - ヤッパの兵六
  - 新・必殺仕事人
    - 第5話「主水 アルバイトする」（1981年） - 竹越勝之進
    - 第38話「主水 女の節句に遠慮する」（1982年） - 才蔵

  - 必殺仕事人III 第26話「嫁の勤めを果たしたのはお加代」（1983年） - 勘助
  - 必殺橋掛人 第3話「神田のゆうれい坂を探ります」（1985年） - 三五郎
  - 必殺仕事人・激突! 第9話「対決! 邪剣vs剛剣」（1991年） - 垣内左近
- 雲霧仁左衛門 第1話「初夜に賭ける凄い奴ら」（1979年、KTV） - 草間の勘蔵
- 江戸の激斗（1979年、CX）
  - 第4話「地獄の虫を叩っ斬れ!」 - 名越
  - 第25話「風に舞う必殺四方剣」 - 黒田源十郎
- UFO大戦争 戦え! レッドタイガー 第35話「わが友妙高高原に死す」（1978年、12ch） - 暗殺隊長ガザル
- 破れ新九郎 第12話「血風!帰らざる街道」（1978年、ANB / 中村プロ） - 村田
- 恐竜戦隊コセイドン 第43話「燃えろ! 人間大砲コセイダー」（1979年、12ch / 円谷プロ） - ドクター・ダーク
- ザ・スーパーガール （12ch / 東映）
  - 第1話「7人のセクシーギャルが今“激的に”」（1979年）
  - 第49話「入試地獄は詐欺の季節」（1980年） - 桂
- そば屋梅吉捕物帳 第13話「涙雨殺し人別帳」（1979年、12ch） - 佐々兼蔵
- 水戸黄門（TBS）
  - 第10部 第2話「女度胸の鉄火肌 -神奈川-」（1979年8月20日） - 岩井一角
  - 第11部 第21話「初春 黄門さまの用心棒 -秩父-」（1981年1月5日） - 仙太郎
  - 第14部（1984年）
    - 第24話「偽黄門にされた黄門様 -高岡-」 - 権次
    - 第31話「天下の怪盗葵の光右衛門 -大坂-」 - 甚八

  - 第19部 第24話「縁結び頑固比べ -善光寺-」（1990年3月12日） - 久六 ※堀田真三名義
  - 第21部 第16話「怨念渦巻く船幽霊 -今治-」（1992年7月20日） - 藤太 ※堀田真三名義
  - 第23部
    - 第9話「悪を裁いた偽黄門様 -糸魚川-」（1994年9月26日） - 紋次
    - 第27話「酔いどれ男の恩返し -人吉-」（1995年2月13日） - 権三

  - 水戸黄門外伝 かげろう忍法帖 第11話「非情の試し撃ち -彦根-」（1995年） - 垣見甚内
  - 第24部（1996年）
    - 第16話「瞼の父は悪の手先 -島原-」 - 午蔵
    - 第25話「天下の名医は敵持ち -松本-」 - 権次

  - 第25部 第41話「白狐の舞いが悪を斬る -塩原-」（1997年10月13日） - 寅松
  - 第26部 第10話「陰謀砕く男の勇気 -延岡-」（1998年4月20日） - 無堂夜十郎
  - 第27部 第3話「夫婦で織った紙の布 -白石-」（1999年4月5日） - 望月源之丞
  - 第28部 第17話「暴れん坊は紀州の若様 -京-」（2000年7月10日） - 服部総十郎
  - 第39部 第8話「唄を土産に里帰り! -博多-」（2008年12月1日） - 西岡軍太夫
  - 水戸黄門 (BS-TBS版)第1シリーズ(第44部) 第3話「旅籠で格さん瓜二つ -福島-」(2017年10月18日)　- 鎌田彦太郎
- 暴れん坊将軍（ANB）
  - 吉宗評判記 暴れん坊将軍
    - 第21話「纏は見ていた」（1978年） - 源太
    - 第63話「一六勝負に散った花」（1979年） - 内藤
    - 第123話「女親分! め組のおさい」（1980年） - 麻生陣内

  - 暴れん坊将軍II
    - 第7話「わらべ地蔵の子守唄」（1983年） - 大室
    - 第49話「血涙! 享保の巌窟王」（1984年） - 藤沼与市郎
    - 第61話「さぎりが覗いた暗殺命令!」（1984年） - 羽賀直人
    - 第74話「猫に小判の父娘船!」（1984年） - 伊吹軍蔵
    - 第86話「吉宗、ざん悔の鬼剣舞!」（1984年） - 松倉十兵衛
    - 第124話「南国の美女、華麗なる復讐!」（1985年） - 速水唯三郎
    - 第149話「罠にはまったカッポレ娘!」（1986年） - 田所一平太
    - 第172話「め組が消えた異変街道!」（1986年） - 板倉

  - 暴れん坊将軍III
    - 第1話「吉宗初暴れ! 少女涙の訴え状」（1988年） - 伊之吉
    - 第28話「偽りの拝領妻」（1988年） - 島田半右衛門
    - 第51話「庶民の夢を喰った奴!」（1989年） - 寺尾兵吾
    - 第95話「狙われた四人の目撃者!」（1990年） - 玉井
    - 第121話「無念を晴らした南蛮大魔術!」（1990年） - 遠藤右源太

  - 暴れん坊将軍IV
    - 第13話「血ぬられた折鶴」（1991年） - 松三郎
    - 第35話「雪国からの椿姉妹」（1991年） - 静馬
    - 第68話「危うし! 吉宗、妖刀村正騒動」（1992年） - 服部左太夫

  - 暴れん坊将軍VI（1995年）
    - 第25話「怪奇! 天狗の花嫁」 - 山本
    - 第38話「名探偵! 新井白石」 - 小宮源之助

  - 暴れん坊将軍VII 第17話「子連れ刺客」（1997年） - 野口小弥太
  - 暴れん坊将軍VIII 第9話「彼女を賭けた決闘!」（1997年） - 我孫子一角
- 西部警察シリーズ（ANB）
  - 西部警察 第16話「最後の一弾」（1980年） - 大津幸次
  - 西部警察 PART-III 第41話「幻のチャンピオン」（1984年） - 東内トシミツ
- 騎馬奉行 第24話「忠義者は使い捨て」（1980年、KTV）
- 爆走! ドーベルマン刑事 第2話「飛べ! 警察犬アレックス」（1980年、ANB）
- 大捜査線 第15話「一枚の紙」（1980年、CX）
- 影の軍団シリーズ（KTV）
  - 服部半蔵 影の軍団 第13話「真夜中の美女」（1980年）- 次郎太
  - 影の軍団III 第20話「尼僧は俳句で殺せ!」（1982年）
  - 影の軍団IV 第15話「狸と狐の嫁入り合戦」（1985年）
  - 影の軍団 幕末編 第5話「江戸城を爆破せよ」（1985年） - 小松十郎太
- ぼくら野球探偵団 第2話「狙われた豆本」（1980年、12ch / 円谷プロ ）- 桜五平
- 斬り捨て御免! 第1シリーズ 第14話「江戸の怪盗流れ星」（1980年、12ch） - 石神伝内
- 長七郎天下ご免!（NTV）
  - 第48話「命みじかく三十両」（1980年） - 根吉
  - 第81話「慕情に散った虚無僧寺」（1981年）- 吉村
  - 第95話「愛ふたたび江戸のはぐれ鳥」（1981年） - 垣内
- 特命刑事 第1話「海底の黄金」（1980年、NTV） - 榊原運輸社長
- 非情のライセンス 第3シリーズ 第12話「兇悪の骨・肌を売る捜査官」（1980年、ANB） - 桂正行
- 柳生あばれ旅 第9話「雨の宿場に花一輪 -島田-」（1980年、ANB） - 磯貝多門
- 旅がらす事件帖 第10話「夕陽に背をむけた女」（1980年、KTV） - 早野
- 江戸を斬るシリーズ（TBS）
  - 江戸を斬るV 第23話「人情がまの油売り」（1980年）- 沖山勘兵衛
  - 江戸を斬るVI
    - 第3話「雛祭りの夜の恐怖」（1981年） - 千造
    - 第9話「闇に消えた江戸小町」（1981年） - 葉橋伝鬼
- 江戸の用心棒 第7話「女主人の腕」（1981年、CX） - 升三
- 江戸の朝焼け 第11話「人生回り舞台」（1981年、CX / 東宝）
- 警視庁殺人課 第11話「ナイター殺人事件! 手話をつかう少年」（1981年、ANB）
- ザ・ハングマンシリーズ （ABC）
  - ザ・ハングマン 第37話「悪のカゲに浮気妻あり」（1981年） - 戸倉の部下
  - ザ・ハングマン4 第19話「未亡人の毒針が替え玉相続人を刺す!」（1985年） - 矢沢
  - ザ・ハングマンV 第7話「凶悪脱走犯が温泉宿に立てこもった!」（1986年） - 銀竜会組員
  - ザ・ハングマン6 第6話「高熱レーザーで体を焼き切れ!」（1987年） - 滝沢
- 同心暁蘭之介 第16話「寄場破り」（1982年、CX）
- 大岡越前（TBS）
  - 第6部 第24話「死体が歩いた長屋露地」（1982年8月16日） - 青木平四郎
  - 第11部 第6話「鱈に当たった変な奴」（1990年5月28日） - 虎松
  - 第15部 第1話「大岡越前」（1998年8月24日） - 望月源三郎
- 松平右近事件帳 第23話「ねずみ講の罠」（1982年、NTV）- 秋葉重五郎
- 右門捕物帖（NTV）
  - 第1話「さわやか右門さっそう登場」（1982年）
  - 第18話「老盗、木枯し源次」（1983年）
- 暁に斬る! 第1話「燃えろ! 好色寺」（1982年、KTV）
- 源九郎旅日記 葵の暴れん坊 第33話「やがて愛でたき宮津節」（1982年、ANB） - 服部八兵衛
- メタルヒーローシリーズ（ANB）
  - 宇宙刑事シャリバン 第25話「鬼の目に涙・天使の涙・パパ助けに来て」（1983年） - 用心棒 / ハードビースト人間態
  - 特警ウインスペクター 第7話「幸せ祈る聖少女」（1990年） - 影山錠二
  - 特救指令ソルブレイン 第22話「非情のファイヤー」、第23話「竜馬から大樹へ!」（1991年） - 松原 / メサイア
  - 特捜エクシードラフト 第42話「特捜、謹慎を命ず」（1992年） - 小島涼三
  - 特捜ロボ ジャンパーソン 第9話「パパは怪物だ!」（1993年） - 木滑剛 / ファルコン13
  - ブルースワット 第3話「インヴェード!!」（1994年） - 大垣大吾
- 遠山の金さん（ANB）※高橋英樹版
  - パート１
    - 第48話「化け猫が喰べた九人の遊女!」（1983年） - 弥助
    - 第64話「怨霊屋敷・女のしのび泣き!」（1983年） - 紋三郎
    - 第97話「男運の悪い美女が二人!」（1984年） - 村井源十郎

  - パート２　第30話「負けるが勝ち?!の金さん」（1986年） - 郡司一平太
- 水曜ロードショー特別企画 / 素晴らしきサーカス野郎（1984年、NTV / ユニオン映画）
- 流れ星佐吉 第7話「刺青をした大姐御」（1984年、KTV）
- 長七郎江戸日記 （NTV）
  - 第1シリーズ
    - 第32話「とらわれた長七郎」（1984年） -　小野沢
    - 第49話「命、売ります」（1985年） -　江藤

  - 第3シリーズ
    - 第8話「十手も刀も捨てて」（1990年） -　赤崎矢五郎
    - 第34話「艶姿、剣舞い」（1991年） -　寺沢弥平次
- 星雲仮面マシンマン 第23話「おもしろおかし銃」（1984年、NTV） - 怪盗ウルフ
- 女捜査官シリーズ（ABC）
  - 人妻捜査官 第13話「疑惑!?少女がねらうラブホテル帰りの女」（1984年）
  - 女ふたり捜査官 第5話「不倫で稼ぐ美人家庭教師」（1986年）
- 12時間超ワイドドラマ（TX）
  - 風雲 柳生武芸帳（1985年） - 大久保腎内
  - 風雲江戸城 怒涛の将軍徳川家光 （1987年） - 坂部三十郎
  - 次郎長三国志（1991年） - さんまの政五郎
- 特捜最前線（ANB）
  - 第415話「広域指定117号の女!」（1985年） - 柏木佑次
  - 第459話「挑戦・この七人の中に犯人は居る!」、第460話「挑戦II・窓際警視に捧げる挽歌!」（1986年） - 大槍四郎（東龍会代貸）
  - 第496話「魔のクリスマスプレゼント!」（1986年） - 海江田健介
- 火曜サスペンス劇場（NTV）
  - 私が死んだ夜 （1985年）
  - 女弁護士・高林鮎子 第6作「船岡発普通列車・無縁坂の女」（1989年） - 上野西署捜査課長
  - 警視庁鑑識班 第2作（1996年） - 長谷川利夫
  - 盲人探偵・松永礼太郎 第10作「復讐幻想」（1998年） - 南刑事
  - 当番弁護士 第6作「同窓会の夜と結婚記念日の夜、一人の女を争った二人の男が殺された」（1998年） - 牧野刑事
- 誇りの報酬 第32話「二人だけの非常線」（1986年、NTV） - 千葉増男
- TBS大型時代劇スペシャル / 太閤記（1987年、TBS）
- スケバン刑事III 少女忍法帖伝奇 （1987年、CX） - 魔破羅（風間小源太）
- セーラー服反逆同盟 第14話「フォーカスの罠!」（1987年、NTV）
- あぶない刑事 第31話「不覚」（1987年、NTV） - 井上
- 若大将天下ご免! 第17話「女ねずみ闇に跳ぶ!」（1987年、ANB） - 袈裟三
- あきれた刑事（NTV）
  - 第8話「潜入哀歓」（1987年） - 星野
  - 第21話「保険金デート」（1988年） - 巽会幹部 小林
- 三匹が斬る!シリーズ（ANB）
  - 三匹が斬る! 第14話「まぼろしの 母を訪ねて 地獄旅」（1988年） - 仙之助
  - また又・三匹が斬る! 第16話「偽三匹、どんでん返しの離れ業」（1991年） - 浪人（偽の久慈慎之介）
- 名奉行 遠山の金さん（ANB）
  - 第1シリーズ 第13話「消えた美女たち」（1988年） - 伝九郎
  - 第2シリーズ 第3話「風呂屋の亭主が謎の連続心中」（1989年） - 豊太
  - 第3シリーズ
    - 第4話「夫を売った女の秘密」（1990年） - 坂上軍兵衛
    - SP4「美女の陰謀! 関八州あばれ旅」（1990年）- 銀次

  - 第5シリーズ 第5話「嫁と舅とお目付桜」（1993年） - 銀造
  - 第6シリーズ 第9話「女、霧の中の殺意」（1994年） - 聖天の常五郎
- 夏の嵐 （1989年、THK） - 結城善平
- 風雲! 真田幸村 （1989年、TXN） - 服部半蔵
- あばれ八州御用旅（TXN）
  - 第1シリーズ 第13話「白頭巾危機一髪!」（1990年） - 津上
  - 第2シリーズ 第15話「炎の地獄に見た人情」（1991年） - 早田仙十郎
  - 第3シリーズ 第11話「野州路の女 涙あふれて思い川」（1992年） - 有原久馬
- 時代劇スペシャル / 銭形平次 （1990年、CX）
- 将軍家光忍び旅 第13話「決闘!子の刻参上」（1991年、ANB） - 浜島左源太
- 八百八町夢日記 第2シリーズ（NTV）
  - SP「みちのく忠臣蔵」（1991年） - 霧丸十兵衛
  - 第17話「暗闘」（1992年） - 源造
- 鬼平犯科帳（CX）
  - 第3シリーズ 第6話「いろおとこ」（1992年） - 矢島孫九郎
  - 第4シリーズ 第14話「ふたり五郎蔵」（1993年） - 谷本弥惣太
  - 第6シリーズ 第2話「お峰・辰の市」（1995年） - 青木源兵衛
- はだかの刑事 第30話「俺の愛したこの街で」（1993年、NTV）
- 闇を斬る!大江戸犯科帳 第22話「闇奉行死す!」（1993年、NTV）
- はぐれ刑事純情派（ANB / 東映）
  - 第3シリーズ 第17話「京都殺人風景の女・形見の拳銃」（1990年） - 岩切茂和
  - 第6シリーズ 第2話「美人コンテスト女王の犯罪!?」（1993年） - 藤沢和夫
- 殿さま風来坊隠れ旅（1994年、ANB）
  - 第5話「泣き虫男の超激安戦争!」
  - 第18話「女を捨てた!? 天才女医」 - 熊本藩筆頭家老・大神玄蕃
- 銭形平次 第4シリーズ 第10話「お静の秘密」（1994年）
- 姫将軍大あばれ 第40話「宿命のめぐり逢い」（1996年、TXN） - 加賀爪甲斐守
- 土曜ワイド劇場（ANB）
  - 終着駅シリーズ 第4作「碧の十字架」（1994年） - 不動産屋
  - 天才・神津恭介の殺人推理 第2作「ふた組の夫婦のからみ合う殺意!」 （2002年） - 石黒総務部長
- 南町奉行事件帖 怒れ!求馬（TBS）
  - 南町奉行事件帖 怒れ! 求馬 第11話「肥前守暗殺!」（1997年） - 伊丹軍十郎
  - 南町奉行事件帖 怒れ! 求馬II 第6話「生き返った幽霊」（1999年） - 大貫平九郎
- 快刀!夢一座七変化 第9話「一座が仕組んだイカサマ賭博」（1997年、ANB）
- 未来戦隊タイムレンジャー 第33話「リトルレディ」（2000年、ANB） - 鬼金 / 悪徳金融業者ドゴール人間体

#### テレビドラマ
- 大河ドラマ（NHK）
  - 峠の群像 （1982年）
  - 炎立つ （1993年） - 中原基兼
  - 元禄繚乱 （1999年） - 老中
  - 龍馬伝 （2010年） - 長州藩の重役
- 新大型時代劇 / 真田太平記 （1985年、NHK） - 宮塚才蔵
- 往診ドクター事件カルテ 第6話「刑事、涙の贈物」（1992年、ABC）
- HOTEL 第2シリーズ 第10話 「ヤクザさま宿泊中」（1992年、TBS/近藤照男プロダクション）
- 女と愛とミステリー→水曜シアター9（TXN）
  - 骨壺を抱く二人の女 （2001年）
  - 捜査検事・近松茂道 第9作「安寿と厨子王伝説殺人事件」（2010年） - 畠中力哉
- ドラマ愛の詩 / ズッコケ三人組3 第11話、第12話「ズッコケ財宝調査隊（前編、後編）」（2001年、ETV） - 大部
- 焼け跡のホームランボール（2002年、NHK）
- 刑事☆イチロー 第2話「俺は絶対許さない! 家族の幸せをこわす犯人を!」（2003年、TBS）
- ドラマスペシャル 名古屋やっとかめ探偵団 （2010年6月、THK） - 堀井
- サラリーマン金太郎 第2期 第5話「大波乱のダム決戦!! 美女と失踪!?」、第6話「地獄のダム完結編!! 雪まみれキス」（2010年、EX） - 大松忠夫
- バラエティ7 / 宇宙犬作戦（2010年、TXN） - 村長
- Strangers 6（2012年、WOWOW） - 峰武芳郎
- 特捜最前線×プレイガール2012 （2012年、Toeich） - 袴田巌
- 新ナース物語 第1話（2012年、CTC）
- プレミアムドラマ / そこをなんとか（2012年、BS-P） - 佐木田義人
- 深夜の用心棒（2013年） - 蓮宗
  - 深夜の用心棒〜Episode♯0（2014年） - 蓮宗
- ドラマ24 / リバースエッジ 大川端探偵社 第10話「決闘代打ち」（2014年） - 老会長
- つまり好きって言いたいんだけど、（2021年） - 大家

#### バラエティー
- クイズ!脳ベルSHOW（BSフジ）

### Vシネマ
- 江戸むらさき特急（1994年）
- 虜 ザ・ボディ（1995年、イメージファクトリー・アイエム）
- ヤンママ愚連隊2（1998年、GPミュージアムソフト）
- ヤンママトラッカー シリーズ（1999年・2003年・2004年）
  - ヤンママトラッカー 飛龍伝（1999年） - 荷主
  - 新・ヤンママトラッカー ケイVS美咲 宿命の対決編（2000年） - ケイの義父
  - 新・ヤンママトラッカー 激突!夢街道編（2001年） - ケイの義父
  - 新・ヤンママトラッカー 涙街道・爆走かぐや姫!（2003年） - ケイの義父
- 新・バブルと寝た女たち（1999年、徳間ジャパンコミュニケーションズ）
- 惚れたらあかん 代紋の掟（1999年） - 山岡
- 実録・安藤組外伝 地獄道（2001年、監修：安藤昇） - 二代目練道会理事長 代貸 大熊組組長 大熊虎吉
- 大脱獄（2002年、GPミュージアムソフト） - クサカ
- 獅子の絆 浅草哀歌（2002年、オフィスサンヨー）
- 外道 おとこ唄1・2（2002年） - 関東連合若頭 昴会会長 天王寺薫
- 実録・九州やくざ抗争史 LB熊本刑務所vol.3 侠友よ（2002年、GPミュージアムソフト）
- 実録・鯨道11 広島ヤクザの終焉 斬侠（2002年、GPミュージアムソフト）主演
- 実録・義戦3 初代侠道会々長 森田幸吉伝 ヤクザの鎮魂歌（2002年、GPミュージアムソフト）
- 実録・北陸やくざ戦争（2002年、GPミュージアム） - 三代目山王会若頭 地頭組組長 地頭道雄
- 実録・史上最大の抗争 義絶状（2002年） - 三代目山王会直参 白瀬組組長 白瀬武男
  - 実録・史上最大の抗争 義絶状2（2002年10月） - 丸和会常任顧問 白瀬組組長 白瀬武男
- 実録・九州やくざ戦争 侠嵐（2003年、GPミュージアムソフト）
- 実録・なにわ女侠伝（2003年、GPミュージアムソフト）
- 実録・関東やくざ戦争 修羅の盃（2003年、GPミュージアムソフト）
- 実録・義戦 〜高松ヤクザ戦争〜 後篇（2003年） - 堀田康三
- 実録・北海道やくざ戦争 北海の挽歌（2003年） - 旭川関根会二代目総長 青石秀一
- やくざの憲法 赤字破門（2003年） - 天堂組顧問 島村軍次
- 実録・山陽道やくざ戦争 覇道（2003年） - 服部武
- 実録 みちのく抗争 死守りの盃（2003年） - 城東組執行部 大澤尚司
- オタスケガール（2003） - 老人
- 民事介入暴力 非合法領域2（2003年） - 杉田組組長 杉田
- 実録・事件 青梅「姉妹」バラバラ殺人（2004年、ケイエスエス）
- 首領への道19（2004年） -  島田組稲垣組極粋会会長 霧島惣治郎
- 首領への道 白虎会見参（2004年、GPミュージアムソフト） - 播州組二代目組長 野際洋次
- 実録・名古屋やくざ戦争 統一への道（2004年） - 運命侠愛会会長 島村禎宏
- 新・日本の首領（2004年） - 九州 佐世保・能祖一家組長 崎本俊男
- 甲州プリズン -刑務所-（2005年、GPミュージアムソフト） - 勘咲組組長 勘咲徳重
- 極道の山本じゃ（2005年）
- 龍神1・2（2005年）全2作 - 先生（オジキ）
- 修羅外道 本家襲撃（2005年）
- 誇り高き野望（2005年） - 森田組 砂川辰三郎
- 修羅の門 1,2（2005年） - 義道会会長 大田黒豊春
- 必殺! バトルロード 妖剣女刺客1・2（2006年）
- 実録・九州やくざ戦争 九州の義王(ライオン)（2006年、GPミュージアムソフト）
  - 実録・九州やくざ戦争2 手打ち無き抗争（2006年、GPミュージアムソフト）
  - 実録・九州やくざ戦争 完結編 筑豊頂上戦争（2006年、GPミュージアムソフト）
- 鬼魄〜二代目山口登〜（2006年）
- 実録 九州やくざ抗争 誠への道（2006年） - 村富一家相談役 富里健三
- 修羅外道 本家襲撃（2006年） - 時定一家総長 時定康正
- 首領の一族2（2007年） - 関西雄和会 スザキ
- 女囚611 獣牝(おんな)たちの館（2007年、GPミュージアムソフト）
- 強制奪還 BACK FIRE（2007年、GPミュージアムソフト）
- 烈侠 完結編 住越 浜野政吉（2007年、GPミュージアムソフト）
- 女囚飼育611（2007年、GPミュージアムソフト）
- 修羅の血涙（2007年） - 山岡連合会会長 山岡了二
- 組長射殺 敵(たま)を狩(と)れ（2007年、GPミュージアムソフト）
- ゾク議員（2007年） - 市会議員のドン 菊池明
- 平成清水一家（2007年、GPミュージアムソフト） - 黒駒会会長 黒駒勝成
  - 平成清水一家 完結編（2007年、GPミュージアムソフト）
- 極道の紋章 第参章（2007年） - 旭西会舎弟頭 江原組組長 江原智成
- 新・首領への道 シリーズ（2008年、GPミュージアムソフト） - 難波勝三
  - 新・首領への道（2008年、GPミュージアムソフト） - 新興睦会会長
  - 新・首領への道2・3（2008年、GPミュージアムソフト） - 太刀川組舎弟 難波組組長
- 新宿暴力街 烈華（2008年） - 組長
- 実録・闇のシンジケート（2008年）
- 消しゴム屋1・2（2008年）
- 実録・愚連隊の神様 万年東一（2008年） - 関東尾久組組長 尾久吉之助
- 恐喝一代記（2008年） - 市議会議員 オダジマ
- 首領の野望（2008年） - 警視庁東部警察署 署長
- 実録・銀座警察 義侠（2008年、GPミュージアムソフト）全2作 - 喜久尾千里
- 実録・広島やくざ戦争外伝 義兄弟 〜山口英弘の半生〜（2008年、GPミュージアムソフト）
- BLACK MAFIA 絆（2008 - 2009年、GPミュージアムソフト） - 龍田組組長
- 横浜暗黒街（2008年）全2作 - 河西組系芝浦組組長 芝浦龍雄
- 侠宴 〜実録・阿形充規の半生〜 完結編（2009年） - 新星会会長 村田
- 実録・鯨道 10 広島ヤクザ抗争史 総完結編 猛侠・門広（2009年）
- 新・鯨道 侠魂（2009年、GPミュージアムソフト） - 呉 川村組組長 川村辰蔵
  - 新・鯨道 侠魂 完結編（2009年、GPミュージアムソフト） - 高政会初代会長 川村辰蔵
- 九州激動の1520日 新・誠への道 第二部（2009年）
- 野望への挑戦2・完結編（2009年） - 浦田組組長 浦田玄海
- 鳳 2（2009年） - 県警本部長
- 桜塚やっくんの宇宙極道戦争（2010年） - 組長
- 実録マフィアンヤクザ DIRTYCONNECTION（2010年） - 院長 Dr.マツイワ（闇医者）
- 裏盃の軍団（2010年） - 三代目山辰組直参 金菱会会長 金菱真
- 死神の刃（2010年） - 御殿場の隠居
- 首領の道1 - 5（2011年、オールインエンタテインメント） - 元・帝国ビル会長 アイザワキミノリ
- 極道忠臣蔵（2011年） - 関西 侠和会会長 大島義英
- 修羅の覇道2（2011年） - 二代目青龍会会長 倉石宗佑
- バウンティハンター2（2011年） - ピーター・ワン
- テキ屋ガールズ（2011年）
- 白竜 ヒットラーの息子（2012年、オールインエンタテインメント）
- 不良の神様〜瑠璃の鳴く頃に〜（2012年） - 大海家三代目 小池英治
- 激動の疵（2012年） - 関東 シラカワ会墨田組組長
- 中京統一戦線（2012年） - 平松一家六代目 大島寛治
- 彷徨う侠たち（2012年） - 侠雄連合総長
- 修羅の花道2（2012年） - 三代目山王会会長 山岡一雄
- 西成の顔(つら)（2012年、オールインエンタテインメント） - 東尾組組長 東尾勇一
- 踊るやくざ YAKUZA-MAN参上!（2012年、ファイナルバロック）
- サムライ（2012年、コンセプトフィルム） - 安永代議士
- 修羅の代償（2013年、オールインエンタテインメイト）
- 幻想クノイチ忍法帖（2013年） - 伊賀忍者頭領
- 破門組（2015年） - 山王会系市原会会長 市原昇
- ザ・代紋（2015年） - 関東石榴会会長 石丸次郎
- 東京地下女子刑務所 CHAPTER4・エリア∞〈インフィニティ〉（2016年、プライムウェーブ）
- 強者(ツワモノ)（2016年） - 神南組組長 鈴元
- 欲望の代償（2016年） - 関東侠仁会岡島会会長
- 日本統一22・23（2017年） - 初代極山会会長 松永清吉
- 極道天下布武2・3（2017年） - 斎門組組長 斎門道三
- 織田同志会 織田征仁 第五章・第六章（2021年） - 虎松一家三代目総長 田川長次郎
- 下町任侠伝 鷹 3（2021年） - 成松宗司（御前）
- 極道の紋章 レジェンド7・8・9（2022年） - 弘和会会長 若松寛

### 配信
- 電報日和 第1話 （2011年10月3日 - 1話3か月配信、フジテレビ無料動画サイト） - 峰岸
- 東映 Xstream46『はだか拳Ω（オメガ）』（2021年10月22日） - 赤巻竜造

### 吹き替え
- 名探偵モンク5  （2008年） - 銀行支店長
- ミス・マープル2 シタフォードの秘密  （2008年） - ホプキンス
- ミス・マープル3 無実はさいなむ  （2010年、BS-P）  - クロカー

### CM
- アプリゲーム「戦国炎舞」（2014年、株式会社サムザップ） - 社長
- 住友生命「転がる未来篇」（2014年） - 医者
- JT「ひとつずつですが、未来へ。」マナーの取り組み篇（2016年）
- UQモバイル UQUEEN「登場」篇「懇願」篇（2021年）

### 舞台
- 舞台 仁義なきギャル組長～ジャーナリスト土門瑛太の“M資金”真相解明ファイル～（2023年） - 大日本義人連合會会長 大熊吉照（令和のフィクサー）

### MV
- Mr.Children「here comes my love」Music Short Film （2018年2月8日）- 智郎の老人期
- Newspeak「See You Again」（2020年）
- 藤井風「帰ろう」（2020年）
- マカロニえんぴつ「リンジュー・ラヴ」（2023年）

## レコード
- EP「男華／女ゆえに」（キングレコード）

## 書籍
- 春日太一責任編集 高倉健 みんなが愛した最後の映画スター（2022年8月16日 河出書房新社）ISBN 978-4-309-98044-7
インタビュー「堀田真三（俳優） 健さんを相手にする、不安と怖さ」収録